# Ginger Baker
Peter Edward "Ginger" Baker (født 19. august 1939 i Lewisham, London, død 6. oktober 2019) var en britisk trommeslager.
Han er formentlig mest kendt som trommeslager i musikgruppen Cream, som blev dannet i 1966 og blev opløst igen i 1968. De andre medlemmer var Jack Bruce og Eric Clapton. Han har herudover spillet med Blind Faith og Ginger Baker's Air Force og har udgivet flere soloalbum. 
Da Cream delte sig i 1968, blev Ginger Baker opfordret til at slutte sig til Blind Faith, der dannede året efter. Dette var ikke sådan en succesrig satsning, og efter dens bortgang sammensatte Baker sit eget udstyr, Ginger Baker's Air Force, i 1970. Ting gik ikke for godt for Baker efter det bandets bortgang.
Tidligere medlemmer af Gun og Three Man Army, brødrene Paul og Adrian Gurvitz ledte efter en ny vej fremad efter tidlige succeser, så de gik sammen med Baker i 1974. I deres første år indspillede de et live og et studioalbum, der fulgte med to flere studioalbum, Elysian Encounter og Hearts On Fire. Imidlertid førte deres manager til, at bandet blev brudt sammen i 1976. [behov for citation] I 2003 blev der udgivet et samle album, Flying In And Out Of Stardom, inklusive fire nye live-sange.

## Solodiskografi
Album
- 1970 Free Kings
- 1971 Pop History
- 1972 Stratavarious
- 1972 Live
- 1977 Eleven Sides of Baker
- 1983 From Humble Oranges
- 1986 Horses & Trees
- 1989 No Material
- 1990 Middle Passage
- 1992 Unseen Rain
- 1994 Going Back Home
- 1995 Ginger Baker's Energy
- 1996 Falling off the Roof
- 1999 Coward of the County (med James Carter)
- 2001 African Force
- 2006 African Force: Palanquin's Pole
- 2010 Offen Bach 1970
- 2010 Live In Milan 1980
- 2010 No Material Live In Munich Germany 1987
- 2011 Live in Munich, Germany 1987
- 2011 Live At The Jazz Cafe 2009
- 2011 Live In Berlin 1978
- 2011 Live In London 2009
- 2011 Live In Milan
- 2011 Live In Milan 1981
- 2011 Live in Munich, Germany 1972